# Кафедра академічного живопису ЛНАМ
Навчальний підрозділ Львівської національної академії мистецтв (ЛНАМ) у структурі факультету образотворчого мистецтва і реставрації, який здійснює фахову підготовку з живопису студентів усіх спеціалізацій випускових кафедр академії.

### Загальна інформація
Професорсько-викладацький склад кафедри забезпечує отримання студентами різних спеціалізованих кафедр ЛНАМ основних знань і навичок роботи в різних техніках живопису. Вісім авторських навчальних програм кафедри розроблені в тісній кооперації з методичними запитами інших кафедр, забезпечуючи якісну професійну підготовку і розвиток творчої особистості студентів.

### Історія кафедри

#### Історичні назви
- Кафедра монументально-декоративного живопису (1946—1959)
- Кафедра академічного живопису (з 1987 року)

Кафедра створена 1946 року разом із заснуванням Львівського державного інституту прикладного та декоративного мистецтва (ЛДІПДМ, тепер — ЛНАМ). Вона стала гідним продовжувачем творчих і навчальних здобутків Львівської живописної школи, які з середини XIX століття почали формуватись у приватних школах-студіях Львова. Обов'язком кафедри було як готувати випускників (див. кафедра монументального живопису ЛНАМ), так і навчати малярства студентів інших спеціальностей. На початку діяльності кафедри навчальні програми були тісно пов'язані з новітніми мистецькими течіями і західноєвропейською художньою культурою і представляли різні європейські мистецькі школи: Варшавську, Краківську, Паризьку, Празьку, Берлінську, Будапештську. Деякі викладачі були представниками Петербурзької, Київської, Харківської шкіл. Відтак у різноманітті реалістичних і модерних творчих уподобань формувалась унікальна специфіка роботи кафедри.
У перші роки педагогами кафедри були Р. Сельський, Й. Бокшай, В. Манастирський, Ю. Щербатенко, Р. Сильвестров та інші. Заважав роботі пресинг радянської ідеології з її тавруванням «формалізму» та «абстракціонізму», під впливом якого 1948 року звільнили з посади першого завідувача кафедри, митця європейського рівня, фахового педагога, навколо якого гуртувалась студентська молодь, Р. Сельського. Кафедру очолив Б. Косарєв (1949—1951).
З 1959 року кафедру позбавили права готувати дипломованих художників-живописців, однак викладачі продовжили працю, навчаючи живопису студентів прикладних спеціальностей. У 1959—1961 р. кафедру очолив талановитий вихованець ЛДІПДМ Д. Довбошинський, який впровадив програму живописної освіти широкого профілю, скеровану на набуття студентами високого рівня професійності, мистецької якості і технічної вправності. Далі кафедрою керували: Р. Сильвестров (1961—1964), Р. Сельський (1964—1967), Д. Довбошинський (1967—1974), В. Манастирський (1974—1976), С. Серветник (1976—1982), В. Черкасов (1982—1987). У складні роки радянського ідеологічного гніту викладачів змушували керуватись «централізованими» програмами, розробленими в московських чи петербурзьких навчальних закладах. Ці чужі й штучно насаджувані програми не знаходили підтримки у львівському середовищі, тому викладачі постійно змушені були балансувати між офіційно дозволеним і вільним внутрішнім відчуттям творчого процесу. Впродовж часу панування радянської ідеології відверті й приховані форми протесту митців-викладачів були основою збереження традицій і запорукою відродження львівської малярської школи після здобуття незалежності України.
У 1987 році з відновленням випускової кафедри монументально-декоративного живопису кафедра академічного живопису зосередилась на викладанні фахової дисципліни для студентів прикладних спеціальностей. Її завідувачами були: В. Сарчак (1987—2000), П. Кравченко (2000—2001), В. Нестеренко (2001—2010), Я. Шимін (від 2010 — донині).
Впродовж років діяльності кафедри до педагогічної праці були залучені відомі художники К. Звіринський, Д. Довбошинський, Т. Максисько, М. Ліщинер, С. Коропчак, П. Кравченко, В. Островський, М. Ткаченко, С. Серветник, В. Черкасов, І. Проців та ін. Також викладав на кафедрі знаний український мистецтвознавець В. Овсійчук. З часом професорсько-викладацький склад поповнився молодшою генерацією митців, серед яких було багато випускників ЛДІПДМ: С. Бабков, П. Головчак, В. Марчак, В. Гордієнко, В. Нестеренко, В. Федорук, В. Семенюк, М. Грималюк, І. Гавришкевич, І. Данилів, А. Буличев, М. Могилат, Н. Цедуляк, І. Ткачук, М. Бесага та ін.

### Професорсько-викладацький склад кафедри
Завідувач кафедри — заслужений художник України, доцент Я. Шимін. Навчально-творчий процес на кафедрі забезпечують: В. Семенюк, О. Крохмалюк, І. Гавришкевич, М. Бесага, І. Данилів, А. Буличев, М. Грималюк, І. Мікула, А. Слободян, М. Могилат, Н. Цедуляк, І. Ткачук, А. Жук.

### Творча та наукова робота кафедри
Педагоги кафедри ведуть активну творчу діяльність, до якої власним прикладом і наставницькою допомогою залучають також студентів. Створивши творче об'єднання «Кафедра», викладачі щорічно організовують виставки власних живописних робіт. Також беруть активну участь у ювілейних виставках ЛНАМ, з останніх — до 70-річчя (2016), до 75-річчя (2021). Студенти мають можливість здобути досвід виставкової діяльності вже в стінах кафедри, наприклад, 2019 року тут відбулася студентська виставка «Вільний вибір» (організаторка — І. Ткачук).
Постійно професорсько-викладацький склад кафедри долучається до всеукраїнських та міжнародних мистецьких акцій, міжнародних та національних пленерів, виставок, зокрема, бере участь у щорічних міжнародних виставках живопису у Львові «Осінній салон» та всеукраїнських виставках живопису у Львові «Весняний салон», міжнародних мистецьких пленерах «Волинські мотиви», організованих Фондом імені В. Патика (2018—2022), міжнародних живописних пленерах «Розмаїття культур» (2018—2022) тощо. Вагомою була участь викладачів кафедри у міжнародних виставках пейзажу «Меморіал А. І. Куїнджі» (Маріуполь, 2012, 2016), виставках Всеукраїнського проекту «Схід і Захід разом» (2012—2021), виставці «Львівська палітра» (Чернігів, 2019), Всеукраїнській трієнале «Живопис-2013» (Київ) тощо. Нерідко з творами педагогів кафедри могли познайомитись глядачі виставок у Польщі, Німеччині, Угорщині, Литві, Франції, Білорусі, Туреччині, Китаї, Канаді та інших країнах.
У час Російсько-Української війни (з 2014) кафедра активно була залучена до проведення благодійних аукціонів, кошти з яких були спрямовані для підтримки ЗСУ або постраждалих (наприклад, благодійний аукціон «Give Hope to Children of Ukraine»).
Студенти залучені до участі у щорічних міжнародних студентських пленерах (2007, Пасленк, Польща; 2008, Флоренція, Італія; 2010, Торунь, Польща; 2011, Вільнюс, Литва, 2012, Львів, Україна; 2014, Ілава, Польща; 2016, Львів, Україна; 2018, Унійов, Польща та інших). Після завершення кожного пленеру кафедра долучається до організації спільних виставок учасників. Щорічно студенти кафедри надсилають свої роботи на Міжнародний конкурс творчих робіт «Індекс імені Маріуша Казани» (2016—2019), а студенти, які відбули закордонну подорож в рамках програми «Leopolis for Future», організовують показ своїх нових творів. За участю викладачів кафедри працював позанавчальний освітній проєкт «Літні образотворчі студії» (2017—2020).
Кожен з викладачів кафедри має індивідуальну образну мову, своє розуміння засобів впливу мистецтва на глядача, що яскраво виявляється посередництвом численних персональних виставок, що відбулися у Львові, Луцьку, Києві, Кракові та інших містах України і світу.
Творчі і педагогічні здобутки митців кафедри відзначені державними нагородами і званнями: Народним художником України є В. Семенюк, Заслуженими художниками України є О. Крохмалюк, Я. Шимін, А. Буличев; Заслуженим діячем мистецтв України — І. Гавришкевич. Премію і грамоту Державного управління справами Президента України 2005 року отримав І. Мікула. Лауреатами Обласної премії в галузі культури, літератури, мистецтва, журналістики та архітектури у номінації «Образотворче мистецтво» (імені Івана Труша) став А. Буличев (2013), у номінації «Мистецтвознавство і культурологія» (імені Святослава Гординського) — М. Бесага (2015). Також викладачі кафедри здобули низку почесних премій, грамот, дипломів за творчу і науково-методичну роботу.
В доробку професорсько-викладацького складу кафедри є численні цікаві навчальні програми, методичні рекомендації. Серед науково-методичних видань кафедри — «Ілюстрована програма з живопису ЛНАМ» (автор — В. Черкасов), «Техніка акварелі в таблицях» (автор — С. Серветник).
Активна науково-дослідницька робота кафедри знайшла своє вагоме втілення у серії есе В. Семенюка «Творчі особистості України», в альбомах-монографіях авторства М. Бесаги «Леопольд Левицький» (Київ, 2006), «Іван Остафійчук. Джерела творчості» (Київ, 2013), «Парута Дмитро. Стежками митця» (Львів, 2017); в наукових статтях І. Ткачук «Когнітивний матрично-фрактальний метод дослідження процесу сприйняття творів живопису» (Львів, 2015), «Феномен перцепції живописного твору: постнекласична модель комунікативної системи» (Харків, 2017), «Інтегративна система „митець–живопис–реципієнт“: діалектика візуальності» (Гамбург, 2021) та ін.
Кафедра підтримує творчі контакти з мистецькими навчальними закладами Європи, зокрема з відділом мистецтв Університету імені Миколи Коперника в Торуні (Польща), Академією мистецтв у Банській Бистриці (Словаччина), закладами Німеччини та Італії.